# Lorena Improta
Lorena Improta Nunes Santana, mais conhecida como Lore Improta (Salvador, 1 de setembro de 1993), é uma dançarina, cantora, apresentadora, empresária, youtuber e publicitária brasileira. Começou a carreira artística ainda criança e se tornou nacionalmente conhecida ao entrar no corpo de baile do Domingão do Faustão por meio de um concurso.

## Carreira
Lorena nasceu em Salvador, e na infância foi matriculada pela mãe em aulas de balé, mas rapidamente mudou para o karatê, esporte que praticou por 10 anos e se tornou bicampeã baiana. Iniciou sua carreira aos 9 anos de idade, dançando no Bloco Algodão Doce, projeto infantil de Carla Perez, onde se manteve por 6 anos. Aos 13, participou de um grupo de aulas de dança em academias de sua cidade.
Aos 18 anos, fez intercâmbio de um ano no Canadá, onde se profissionalizou em jazz e hip hop. De volta ao Brasil, formou-se em publicidade e propaganda e ajudou a fundar o grupo FitDance, do qual foi coreógrafa até 2016.
Em 2015, foi inscrita por sua mãe e um fã no concurso do programa Domingão do Faustão que almejava contratar uma nova bailarina para compor seu corpo de baile. Competiu pela vaga com mais de 12 mil profissionais da dança e, após várias etapas disputadas ao vivo no programa, venceu o concurso. Lorena se manteve no posto por dois anos, até anunciar sua saída para se dedicar aos cuidados da mãe doente e planejar nova fase profissional.
Em 2017, começou seu próprio projeto de dança, o Show da Lore, no qual apresenta coreografias de músicas populares do Brasil em turnês por todo o país. Notando o grande número de crianças na plateia dos shows, decidiu lançar a versão infantil do espetáculo, intitulado O Fantástico Mundo da Lore, no ano seguinte. O projeto também ganhou um canal próprio no YouTube e músicas originais.
Em 2018, estreou no Carnaval carioca desfilando na escola de samba Unidos do Viradouro, eleita campeã do Grupo de Acesso. Mais tarde, foi anunciada como nova apresentadora do canal GNT. Seu programa, Me Deixa Dançar, estreou em março de 2019. Paralelamente, Lore gravou vídeos semanais para o seu canal do YouTube, ensinando as coreografias apresentadas no seu reality show.
Em 2020, retornou à Unidos do Viradouro como a Musa da escola, que foi então campeã do Grupo Especial.

## Vida pessoal
Lorena assumiu relacionamento com o cantor Leo Santana em fevereiro de 2017. Em julho do mesmo ano, o casal anunciou o noivado e, em dezembro, a relação chegou ao fim. Desde então, Lore e Leo viveram diversas idas e vindas, até romper pela quarta vez em 2019. Em junho de 2020, já estavam juntos novamente, casando em 20 de fevereiro de 2021 no civil e com uma comemoração íntima, em razão da pandemia, estando presentes apenas os pais e os irmãos do casal. Em março de 2021, ela anunciou sua primeira gravidez.
Após o casamento, Leo e Lorena adotaram o sobrenome um do outro.
A filha do casal, Liz, nasceu em 26 de setembro do mesmo ano. Em setembro do ano seguinte, ela mostrou ao público uma tatuagem feita em homenagem à sua filha.

## Filmografia

### Televisão
| Ano       | Título              | Personagem / Cargo       |
| --------- | ------------------- | ------------------------ |
| 2013      | O Canto da Sereia   | Elenco de apoio          |
| 2015–2017 | Domingão do Faustão | Bailarina                |
| 2019      | Me Deixa Dançar     | Apresentadora/Coreógrafa |
| 2019      | São João da Thay    | Repórter                 |
| 2019      | Dança dos Famosos   | Jurada técnica           |

### Internet
| Ano           | Título                          | Cargo                    | Notas                               |
| ------------- | ------------------------------- | ------------------------ | ----------------------------------- |
| 2011–presente | Canal Lore Improta              | Ela mesma                |                                     |
| 2018–presente | O Fantástico Mundo da Lore      | Ela mesma                | Canal destinado ao público infantil |
| 2019          | Me Deixa Dançar - A Coreografia | Apresentadora/Coreógrafa | Canal do GNT no YouTube             |
| 2019          | SóTocaTop                       | Apresentadora Top        |                                     |
| 2020          | BBBXP                           | Convidada                |                                     |
| 2020          | Festival de Verão Salvador      | Apresentadora            |                                     |

### Videoclipes
| Ano  | Canção                            | Artista                              |
| ---- | --------------------------------- | ------------------------------------ |
| 2017 | "Sonhei Que Tava Me Casando"      | Wesley Safadão                       |
| 2018 | "Só Vou Apostando"                | Harmonia do Samba (feat. Xand Avião) |
| 2020 | "Ela Não Quer Guerra Com Ninguém" | Parangolé                            |

## Músicas
| Ano  | Título da Canção           | Vídeoclipe | Vídeo Coreografia |
| ---- | -------------------------- | ---------- | ----------------- |
| 2018 | "Aula de Dancinha"         | Sim        | Sim               |
| 2018 | "Movimenta o Corpo"        | Sim        | Não               |
| 2018 | "E Aí, Galeroca"           | Sim        | Sim               |
| 2019 | "Festa no Parquinho"       | Sim        | Sim               |
| 2019 | "Aula de Dancinha (Remix)" | Não        | Não               |
| 2019 | "Forrozinho Bom"           | Sim        | Sim               |
| 2019 | "Remelexo"                 | Sim        | Sim               |
| 2019 | "Passa Passa"              | Sim        | Sim               |
| 2020 | "Pipoca"                   | Sim        | Sim               |
| 2020 | "Remelexo (Brega Funk)"    | Sim        | Sim               |

## Espetáculos
| Ano           | Título                     |
| ------------- | -------------------------- |
| 2017–presente | Show da Lore               |
| 2018–presente | O Fantástico Mundo da Lore |

## Produtos
Lojinha da Lore: Lorena tem uma loja virtual de produtos infantis, onde comercializa cadernos, estojos, mochilas, camisetas e acessórios de sua marca.
Aloha Shoes by Lore Improta: a dançarina lançou uma coleção de sandálias em parceria com a loja baiana Aloha Shoes.
#CarnaLore: coleção de biquínis criada e vendida em parceria com a loja Naked Swimwear.

## Premiações
| Ano  | Organização  | Recipiente(s) | Categoria            | Resultado |
| ---- | ------------ | ------------- | -------------------- | --------- |
| 2022 | Prêmio iBest | Ela mesma     | Influenciadora Bahia | TOP3      |